# Jimmye S. Hillman
Jimmye S. Hillman (Condado de Greene (Mississippi), 1923 – Arizona, 4 de junho de 2015), foi um professor, pesquisador, escritor e diretor na Universidade do Arizona.

## Biografia
O Dr. Hillman era nascido e criado na zona rural de Mississippi. Logo depois de se formar na Universidade Estadual do Mississippi em 1942, Hillman serviu no Exército dos Estados Unidos de 1942 a 1945, obteve um mestrado na Texas A&M University em 1946 e um Ph.D. em economia agrícola da Universidade da Califórnia em Berkeley, em 1950.

### Universidade do Arizona
Hillman chegou à Universidade do Arizona em 1950, tornou-se chefe do Departamento de Economia Agrícola e de Recursos da Universidade do Arizona em 1961 e serviu nesse cargo até sua aposentadoria em 1990. Ele treinou gerações de economistas agrícolas e transformou a UA em importante centro de estudo no campo. Os interesses de pesquisa do Dr. Hillman centraram-se em agricultura e políticas comerciais. Seu trabalho mais significativo foi no estudo de barreiras comerciais não-tarifárias. Barreiras não tarifárias são todas as restrições que não as tarifas tradicionais ou tarifas alfandegárias que restringem o comércio internacional. Essas barreiras incluem embargos, quarentenas, cotas e regulamentos para fins sanitários, ambientais ou sanitários que também são usados como políticas comerciais. Na agricultura, as barreiras não tarifárias superam em muito as tarifas tradicionais em importância.

### Publicações
Seus dois livros: Barreiras Comerciais Não Agrícolas (1978) e Barreiras Técnicas ao Comércio Agrícola (1991) - influenciaram muito o pensamento econômico sobre as políticas comerciais e continuam sendo textos amplamente citados. Disputas comerciais em andamento entre os Estados Unidos e a União Europeia sobre questões como "carne bovina com hormônios" e organismos geneticamente modificados demonstram a contínua relevância do trabalho do Dr. Hillman. Além disso, em numerosos artigos, ele examinou a globalização da produção e consumo de alimentos, a proliferação de novas tecnologias alimentares (antecipando o surgimento de OGMs), e as formas como o agronegócio e a tecnologia estão superando a capacidade das instituições, local e globalmente, de desenvolver um consenso sobre padrões para proteger o meio ambiente e a saúde humana e promover a justiça social.

### Atribuições
Entre 1966 e 1967, o Dr. Hillman atuou como diretor executivo da Comissão Nacional de Consultoria de Alimentos e Fibra do Presidente Lyndon Johnson. A Comissão publicou Alimentos e Fibra para o Futuro e oito volumes acompanhantes que formaram a base de muitas mudanças na política agrícola dos EUA na década de 1970. Entre muitas conquistas, o Dr. Hillman foi Presidente da Associação Americana de Economia Agrícola (AAEA), (1970-1971), Pesquisador Sênior, e foi nomeado Fellow da AAEA em 1982. Em seu papel como economista ativista, ele atuou como economista para a Agência dos Estados Unidos para o Desenvolvimento Internacional no Brasil de 1957-1959, desenvolveu projetos da USAID Revolução Verde nas Ilhas de Cabo Verde e atuou como assessor em política agrícola para o governo de Portugal. quando esse país se preparava para entrar na União Europeia. Em 1966-1967, ele foi Diretor Executivo da Comissão Nacional de Assessoria sobre Alimentos e Fibra do Presidente, nomeada pelo Presidente Lyndon Johnson, e em 1983-1984, presidiu o grupo de estudo agrícola que assistia a Comissão Presidencial sobre Relações Estados Unidos-Japão, sob o Presidente Ronald Reagan. Ele também foi membro do Comitê Consultivo de Mão-de-Obra da Western States, estabelecido pela Comissão de Direitos Civis dos EUA. Em 1972-1973, o Professor Hillman foi pesquisador visitante no Jesus College da Universidade de Oxford, foi professor emérito de economia na Lincoln University em Christchurch, Nova Zelândia entre 1995-1996 e recebeu um doutorado Honoris causa da Universidade Federal do Ceará, em 1999. 

### Aposentadoria
Em sua aposentadoria, Hillman recorreu à não-ficção criativa e às memórias. Sua narrativa conta parte de sua infância, bons tempos e tempos difíceis nos anos da depressão, quando sua família trocou com a loja da cidade por mantimentos levantando porcos semi-selvagens nos bosques de pinheiros do Mississippi rural, chama-se Hogs, mulas e cães amarelos. Foi publicado pela University of Arizona Press em 2012. Um crítico descreveu-o como "destinado a se tornar um clássico da literatura local do Mississippi, ao lado de Eudora Welty e William Faulkner". Hillman estabeleceu um programa de bolsas de pós-graduação para estudantes estrangeiros no Departamento de Economia Agrícola da Universidade, e foi membro do conselho e benfeitor do Centro de Poesia da Universidade do Arizona. Após a aposentadoria, o Dr. Hillman permaneceu engajado na profissão de economia agrícola. Ele era uma voz ativa e orientadora no Consórcio Internacional de Pesquisa em Comércio Agrícola. Em 2000, organizou um mini-simpósio sobre "Organismos Geneticamente Modificados e Barreiras Técnicas ao Comércio" na 24ª Conferência Internacional de Economistas Agrícolas em Berlim, Alemanha, e em 2003 atuou como editor de tópicos e autor contribuinte da Enciclopédia de Ciências Agrícolas e Alimentares, Recursos de engenharia e tecnologia publicados pela Organização Educacional, Científica e Cultural da ONU. O Dr Hillman, ex-chefe do Department of Agricultural and Resource Economics in the College of Agriculture and Life Sciences da UA, faleceu de complicações de um derrame cerebral.